# (21526) Mirano
(21526) Mirano est un astéroïde de la ceinture principale.

## Description
(21526) Mirano est un astéroïde de la ceinture principale. Il fut découvert le 30 juin 1998 à Farra d'Isonzo par l'observatoire astronomique de Farra d'Isonzo. Il présente une orbite caractérisée par un demi-grand axe de 2,60 UA, une excentricité de 0,34 et une inclinaison de 15,3° par rapport à l'écliptique.

## Compléments